# Marek Dziuba
Marek Dziuba (Łódź, 19 dicembre 1955) è un ex calciatore polacco, di ruolo difensore.

## Palmarès

### Club

#### Competizioni nazionali
- Coppa di Polonia: 1

Widzew Lodz: 1984-1985